# Зеатин
Зеатин (англ. zeatin) ― цитокінін, що представлений у двох формах ізомерії цис-зеатин(cZ) та транс-зеатин(tZ). Цис-зеатин ― є низькоактивним або навіть не активним, проте певні фітопатогени (Rhodococcus fascians, Colletotrichum graminicola, Magnaporthe oryzae) здатні його моделювати у місцях зараження, тоді як транс-зеатин ― має високу активність, чим зумовлює стійкість рослин до гемібіотрофних та біотрофних патогенів.

## Загальна характеристика зеатину
Зеатин був першим цитокініном, який відилили із квасолі звичаної та лімської, а пізніше із незрілого насіння кукурудзи. З моменту встановлення активностей обох сполук транс-зеатин(викоактивний), цис-зеатин був ідентифікований як малоактивна сполука, що містилася у тРНК. Пізніше вчені почали помічати, що рослини або органи рослин (картопля, незапліднені шишки хмелю, нут, кукурудза, горох, люцерна, овес і т.д) містять переважно цис-зеатин. Проте аналізи царства рослин, мохоподібних, ціанобактерій і водоростей показали, що домінування cZ не є унікальною ознакою. В інших царствах життя, таких як гриби, cZ є характерним типом. Незначна активність до cZ також спостерігалась від багатьох ферментів, що і стало причиною меншої уваги до цієї сполуки. тZ існує у формі рибофосфату, яка є попередником біологічно активного рибозиду, рибозидна форма є транспортованою формою з певною біологічною активністю, основна форма є канонічною активною формою, О-глюкозидна форма слугує неактивною, але конвертованою формою зберігання. Існує дослідження, у ході якого було встановлено, що рослини, позбавлені фосфату збільшують співвідношення цис-зеатину (cZ): транс-зеатину (tZ) для захисту від фосфатного голодування. За допомогою транскриптомних досліджень було встановлено, що tZ переважно пригнічує клітинний цикл і гени PSR(гени, що індукують реакцію фосфатного голодування), тоді як cZ індукує гени, залучені до подовження та диференціювання клітинного та кореневого волосся. Розсада, оброблена cZ, має довшу кореневу систему, а також довші кореневі волоски порівняно з розсадою, обробленою tZ, що збільшує загальну поверхню поглинання. Мутанти з низькими концентраціями cZ не виділяють вільний фосфат в коренях під час фосфатного голодування.

## Синтез цис- та транс-зеатину
Цис- та транс- ізомерія зеатину зумовлена розташуванням кінцевої гідроксильної групи на бічному ланцюзі ізопреноїду. Характерна структура також пояснюється природою цитокінінів, які є похідними аденіну, що містять у випадку зеатину ізопреноїдну частину у N6 положенні.
Біосинтез фітогормонів цитокінінв у рослинах починається з перенесення ізопреноїдного фрагмента на аденін, присутній або у формі нуклеотиду (транс -Z- та iP-тип ЦК), або зв'язаний з тРНК (цис -Z-тип). Існує два різні джерела походження ізопреноїдної частини: Перший шлях метилеритритолфосфату (MEP), локалізований у пластидах, і шлях мевалонату (MVA) у цитозолі . Перші продукти біосинтезу — нуклеотиди iP, додатково гідроксилюються в N6- бічному ланцюзі з утворенням цис -Z або транс — Z, які згодом можуть бути кон'юговані з утворенням відповідних O -глюкозидів. Крім того, непрямі докази свідчать про існування шляху біосинтезу зеатинів без проміжних продуктів iP. Інший біосинтетичний шлях, що продукує цис -Z-тип цитокінінів, вивільняє їх шляхом обороту певних тРНК. Деградація тРНК не є єдиним шляхом для утворення цис-Z у рослин. О — глікозилювання цитокінінів є оборотним етапом, що призводить до їх швидкої і ефективної дезактивації. Він каталізується O-глюкозилтрансферазами, які можуть розпізнавати транс-зеатин та цис-зеатин і дигідрозеатин (DHZ). Ферменти, що каталізують цитокінінову O-кон'югацію, O — глюкозилтрансфераза (ZOGT) і O -ксилозилтрансфераза (ZOXT).
Синтез транс-зеатину на прикладі Гусимка звичайна , tZ є біологічно найбільш значущим цитокініном і спочатку синтезується додаванням диметилалілдифосфату (DMAPP) до АМФ/АДФ/АТФ. Ця реакція каталізується аденозинфосфатізопентенілтрансферазами (IPT) . Два ферменти цитохрому P450 — CYP735A1 і CYP735A2 — перетворюють утворені молекули iP рибозид моно-/ди-/трифосфату (iPRMP/ iPRDP /iPRTP) на tZ нуклеотиди. CYP735A1 і CYP735A2 ферменти переважно експресуються в коренях, і обидві ізоформи ферменту діють надмірно. Біоактивний tZ утворюється шляхом дефосфорибозилювання tZRMP ферментами нуклеозид 5'-монофосфат фосфорибогідролази під назвою LONELY GUY (LOGs). Цитокініни синтезуються в різноманітних тканинах коренів і пагонів і транспортуються через судинну систему. tZ в основному синтезуються CYP735A1 і CYP735A2 у корені та транспортуються до пагона через ксилему. Отже, cyp735a1,a2 (cypDM) подвійні мутанти мають сильно знижений вміст tZ-типу в пагоні, який компенсується вищим вмістом цитокінінів iP-типу. ABCG14, касетний транспортер, що зв'язує АТФ, необхідний для експорту tZ і tZ рибозиду (tZR) з кореня.

## Властивості
Цис-зеатин міститься у рослинній тРНК, який є основним цитокініном який бере участь у стресових реакціях. Наприклад, коли не немодифіковані нуклеотиди вивільняються з РНК, cZ можуть служити сигналом стресу, оскільки гідроліз РНК чутливий до стресу. Таким чином, cZ діє нижче деякої первинної реакції, яка викликає гідроліз РНК. Існує гіпотеза, що єдиною функцією cZ у передачі сигналів стресу може бути просто «нокаут» сильного сигналу транс-зеатину, конкуруючи з рецепторами цитокінінів, до настання сприятливих умов.
Також cZ має перевагу в тому, що служить як сигналом стресу, так і сигналом підтримки, оскільки рослина вже має систему відповіді, яка трохи перехресно реагує на нього, на відміну від будь-яких інших модифікованих основ РНК.
Актуальність цитокінінів отриманих з тРНК, є дискусійною, тому є гіпотеза, що цитокініни спочатку були присутні в тРНК для ефективності трансляції, і лише пізніше набули функцій як гормони. Вважається, що у рослин виникла необхідність уникання втручання процесів їх розвитку в обмін тРНК, що досягається трьома способами:
- Зменшення видів тРНК, що несуть цитокінін-подібні модифікації та заміна на інші, такі як вибутозин.
- Перевага цис-зеатину над фосфатами у тРНК.
- Модуляція сприйняття цитокінінів для переваги транс-зеатину.[37]

tZ існує у кількох формах рибофосфату, яка є біоактивною, рибозидна форма з певною біологічною активністю, основна форма є канонічною активною формою, О-глюкозидна форма слугує неактивною, але конвертованою формою зберігання.
Основними властивостями зеатину є:
- ріст пагонів, коренів, плодів
- стійкість до високого вмісту солей[41]
- покращення фотосинтетичної активності[41]
- модулюють імунітет рослин[42]

## Застосування
Зеатин застосовують для покращення росту стебел, пагонів, плодів, стійкості рослин і т. д. Наприклад, у Колумбії застосовували транс-зеатин для покращення врожаю, за рахунок внутрішньокореневого та позакореневого підживлення культури. Фітогормони можна використовувати як доповнення до мінерального живлення, впливаючи на метаболічні функції рослин.
У одному дослідженні також застосовували транс- і цис — ізомери зеатину в регулюванні пригнічення росту, спричиненого високими концентраціями нітратів у кукурудзі. Застосування транс-зеатину для захисту рослини Гусимка звичайна від фотоперіодичного стресу.